# Pop Idol
Pop Idol is een Brits televisieprogramma dat voor het eerst door ITV werd uitgezonden op 5 oktober 2001. Het programma was een talentenjacht naar het nieuwe "popidool" van het land. Vanwege de goede kijkcijfers werd in 2001 een tweede reeks uitgezonden. Sindsdien is de serie Idols een internationale media-franchise geworden.

## Jury
- Simon Cowell
- Pete Waterman
- Nicki Chapman
- Neil Fox

## Seizoenen
- Seizoen 1 (2001-2002) werd gewonnen door Will Young, Gareth Gates werd tweede en Darius werd derde.
- Seizoen 2 (2003) werd gewonnen door Michelle McManus, Mark Rhodes werd tweede.